# I Put a Spell on You
„I Put a Spell on You“ je skladba, kterou v roce 1956 napsal Screamin' Jay Hawkins. Podle magazínu Rolling Stone se umístila na pozici 320 v jejich žebříčku 500 nejlepších písní všech dob. Skladbu předělalo mnoho hudebníků, mezi které patří například i Marilyn Manson, Jeff Beck, Arthur Brown, Joe Cocker, Creedence Clearwater Revival, Annie Lennox, Pete Townshend, Laura White, Nina Simone, Natacha Atlas.
Česká coververze
V roce 1968 a v roce 1971 natočila Hana Zagorová tuto píseň pro televizi pod názvem Prokletí. Nahrávka z roku 1971 vyšla až v roce 2011 na CD albu Zítra se zvedne vítr (Zlatá kolekce). U skladby není uveden autor českého textu.